# Nemotelus mandshuricus
Nemotelus mandshuricus är en tvåvingeart som beskrevs av Pleske 1937. Nemotelus mandshuricus ingår i släktet Nemotelus och familjen vapenflugor. Inga underarter finns listade i Catalogue of Life.